# Organització territorial de la República Popular de Luhansk

Organització territorial de la república popular de Luhansk

La república popular de Luhansk es divideix en municipis i districtes:
Municipis:
- Luhansk
- Altxevsk
- Antratsit
- Brianka
- Kírovsk
- Sorokine
- Khrustalni
- Pervomaisk
- Rovenkí
- Dovjansk
- Stakhànov

Districtes:
- Districte d'Antratsit
- Districte de Sorokine
- Districte de Lutúguino
- Districte de Perevalsk
- Districte de Popasna (parcialment)
- Districte de Dovjansk
- Districte de Slovianoserbsk
- Districte de Stanítsia Luhanska